# (3720) Hokkaido
(3720) Hokkaido est un astéroïde de la ceinture principale.

## Description
(3720) Hokkaido est un astéroïde de la ceinture principale. Il fut découvert le 28 octobre 1987 à Kushiro par Seiji Ueda et Hiroshi Kaneda. Il présente une orbite caractérisée par un demi-grand axe de 2,32 UA, une excentricité de 0,13 et une inclinaison de 6,8° par rapport à l'écliptique.

## Compléments